# Mitropa Cup 2007
La Mitropa Cup 2007 est une compétition d'échecs qui s'est déroulée du 8 au 15 mai 2007 à Szeged en Hongrie.
Le tournoi masculin a vu s'affronter les équipes d'Allemagne, d'Autriche, de Croatie, de France, de Hongrie, d'Italie, de République tchèque, de Slovaquie, de Slovénie et de Suisse.
Le tournoi féminin opposa l'Allemagne, l'Autriche, la Croatie, la République tchèque, la Slovaquie, la Slovénie et quatre équipes hongroises.
Chaque équipe masculine était composée de quatre joueurs et d'un remplaçant tandis que les équipes féminines étaient composées de deux joueuses et d'une remplaçante.

## Résultats masculins
| #   | Équipe             | France | Italie | Allemagne | Croatie | République tchèque | Slovénie | Hongrie | Autriche | Slovaquie | Suisse | Points | Départage |
| --- | ------------------ | ------ | ------ | --------- | ------- | ------------------ | -------- | ------- | -------- | --------- | ------ | ------ | --------- |
| 1.  | France             | -      | 2,5    | 2,5       | 2,5     | 2,5                | 2,5      | 1,0     | 2,5      | 3,0       | 3,5    | 22,5   | 16        |
| 2.  | Italie             | 1,5    | -      | 2,0       | 2,5     | 1,0                | 2,0      | 2,5     | 2,5      | 2,5       | 4,0    | 20,5   | 12        |
| 3.  | Allemagne          | 1,5    | 2,0    | -         | 2,0     | 3,0                | 2,0      | 2,0     | 2,5      | 3,0       | 2,0    | 20,0   | 11        |
| 4.  | Croatie            | 1,5    | 1,5    | 2,0       | -       | 3,0                | 3,0      | 2,5     | 2,5      | 1,5       | 1,5    | 19,0   | 9         |
| 5.  | République tchèque | 1,5    | 3,0    | 1,0       | 1,0     | -                  | 2,0      | 2,5     | 2,5      | 3,5       | 1,0    | 18,0   | 9         |
| 6.  | Slovénie           | 1,5    | 2,0    | 2,0       | 1,0     | 2,0                | -        | 1,5     | 2,0      | 3,0       | 3,0    | 18,0   | 8         |
| 7.  | Hongrie            | 3,0    | 1,5    | 2,0       | 1,5     | 1,5                | 2,5      | -       | 1,5      | 2,5       | 1,5    | 17,5   | 7         |
| 8.  | Autriche           | 1,5    | 1,5    | 1,5       | 1,5     | 1,5                | 2,0      | 2,5     | -        | 1,5       | 3,0    | 16,5   | 5         |
| 9.  | Slovaquie          | 1,0    | 1,5    | 1,0       | 2,5     | 0,5                | 1,0      | 1,5     | 2,5      | -         | 4,0    | 15,5   | 6         |
| 10. | Suisse             | 0,5    | 0,0    | 2,0       | 2,5     | 3,0                | 1,0      | 2,5     | 1,0      | 0,0       | -      | 12,5   | 7         |

## Résultats féminins
| #   | Équipe             | Hongrie I | Slovénie | Slovaquie | Hongrie II | République tchèque | Hongrie III | Autriche | Hongrie IV | Allemagne | Croatie | Points | Départage |
| --- | ------------------ | --------- | -------- | --------- | ---------- | ------------------ | ----------- | -------- | ---------- | --------- | ------- | ------ | --------- |
| 1.  | Hongrie I          | -         | 0,5      | 1,0       | 1,0        | 2,0                | 1,5         | 2,0      | 2,0        | 1,0       | 2,0     | 13,0   | 13        |
| 2.  | Slovénie           | 1,5       | -        | 1,0       | 1,5        | 1,5                | 1,0         | 1,5      | 1,0        | 2,0       | 1,5     | 12,5   | 15        |
| 3.  | Slovaquie          | 1,0       | 1,0      | -         | 1,0        | 1,5                | 1,0         | 1,0      | 2,0        | 1,5       | 2,0     | 12,0   | 13        |
| 4.  | Hongrie II         | 1,0       | 0,5      | 1,0       | -          | 1,0                | 2,0         | 1,0      | 1,5        | 2,0       | 2,0     | 12,0   | 12        |
| 5.  | République tchèque | 0,0       | 0,5      | 0,5       | 1,0        | -                  | 1,0         | 1,0      | 1,5        | 1,5       | 1,5     | 8,5    | 9         |
| 6.  | Hongrie III        | 0,5       | 1,0      | 1,0       | 0,0        | 1,0                | -           | 1,0      | 1,0        | 1,0       | 2,0     | 8,5    | 8         |
| 7.  | Autriche           | 0,0       | 0,5      | 1,0       | 1,0        | 1,0                | 1,0         | -        | 0,5        | 1,0       | 1,5     | 7,5    | 7         |
| 8.  | Hongrie IV         | 0,0       | 1,0      | 0,0       | 0,5        | 0,5                | 1,0         | 1,5      | -          | 1,0       | 1,5     | 7,0    | 7         |
| 9.  | Allemagne          | 1,0       | 0,0      | 0,5       | 0,0        | 0,5                | 1,0         | 1,0      | 1,0        | -         | 1,5     | 6,5    | 6         |
| 10. | Croatie            | 0,0       | 0,5      | 0,0       | 0,0        | 0,5                | 0,0         | 0,5      | 0,5        | 0,5       | -       | 2,5    | 0         |